# الرابطة البرلمانية 2016–17
الرابطة البرلمانية 2016–17 (بالإنجليزية: 2016–17 Isthmian League)‏ هو موسم من دوري إسثميان، وهو دوري للأندية شبه المحترفة في إنجلترا، كان عدد الأندية المشاركة فيه 62، وفاز فيه هافانت أند ووترلوفيل.